# Centre de traumatologie et des grands brûlés
Le Centre de traumatologie et des grands brûlés (arabe : مركز الإصابات والحروق البليغة), également connu sous le nom d'hôpital Mohamed-Bouazizi (مستشفى محمد البوعزيزي) après la révolution de 2011, est un établissement de santé publique tunisien situé à Ben Arous.
Ouvert en 2008, il propose des services de santé d'urgence avec une spécialisation dans le traitement des blessures et brûlures graves qui résultent des accidents routiers et du travail. 
Il se situe à Ben Arous, près de l'autoroute, à l'entrée sud de la ville de Tunis. Il couvre une surface de six hectares, dont 2,2 bâtis pour une capacité de 168 lits, et comporte sept étages et dix salles opératoires.
Il comprend plusieurs départements, parmi lesquels ceux d'orthopédie, de réanimation de brûlés, de chirurgie esthétique, de médecine d'urgence, de médecine générale, de neurochirurgie et d'anesthésie, auxquels s'ajoutent des départements de physiothérapie, d'imagerie médicale, de biologie médicale, de banque du sang et de pharmacie.